# Relaciones Bután-Turquía
Las relaciones Bután-Turquía son las Relaciones bilaterales entre el Reino de Bután y la República de Turquía.

## Relaciones diplomáticas
Entre 1865 y 1947, las relaciones exteriores de Bután estuvieron dirigidas por el Reino Unido. Bajo las directrices de la India, con las que mantiene relaciones desde 1949, el país ha mantenido una actitud aislacionista. 
Mediante la facilitación turca, la CESPAP, en coordinación con la UNCTAD y el PNUD, otorgó el estatus especial de "países menos desarrollados sin litoral" a Bután junto con Afganistán, Laos, Mongolia y Nepal. A pesar de las promesas de ayuda al desarrollo de Turquía, Bután se negó a participar en este programa de desarrollo. 
Ambas naciones establecieron relaciones formales en 2012, tras la ayuda de 10 millones de dólares brindada por Turquía a Bután en respuesta a la devastación causada por el ciclón Aila.

## Intercambio comercial
- En 2018, el intercambio comercial entre los dos países fue de 1,58 millones de dólares estadounidenses (exportaciones turcas: 0,1 millones de dólares / importaciones turcas: 1,48 millones de dólares).[5]